# Ъпминстър
Ъ̀пминстър (на английски: Upminster) е град в Англия. Намира се в графство Голям Лондон. Предградие (град-сателит) в североизточната част на Лондон, отстоящ на около 27 km от централната част на града. Първите сведения за града като населено място датират от 1062 г. Има жп гара. Известен е с вятърната си мелница Ъпминстър Уиндмил. Населението му заедно с квартал Кранъм е 25 441 жители по данни от преброяването през 2007 г.